# Kirmesburschenlied
Das Kirmesburschenlied, auch Kerbemarsch, Kerbeburschenlied oder Kerweburschenlied ist eines der bekanntesten Kirchweih-Lieder, das seit dem 20. Jahrhundert von den Kirmesburschen überregional in Hessen und Rheinland-Pfalz gesungen wird. Heute wird es auch oft als traditionelle Kirmes-„Hymne“ zusammen mit der anschließenden und wiederkehrenden Liedphrase „Wo ist denn der Johann“, ein Singspiel, das sich auf den Kirmes- oder Kerbejohann bezieht, verwendet.

## Herkunft
Das Lied wurde abgeleitet von dem Soldatenlied Soldaten das sein lust’ge Brüder (entstanden um 1815) während oder nach den napoleonischen Befreiungskriegen. Eine etwas spätere, nur leicht abgewandelte Version lautete Musketier sein lustige Brüder (entstanden um 1870) während des Deutsch-Französischen Krieges.
Nach Ende des Ersten Weltkrieges formierten sich erste Kirmesgesellschaften, heute auch Kirmesburschenschaften genannt, um das Traditionsfest der Kirmes in kameradschaftlicher Weise fortzuführen. Im gleichen Zuge wurde das ehemalige Soldatenlied in die heute bekannten Versionen, mit kleinen regionalen Unterschieden, umgetextet.
Während die erste Strophe noch der Urfassung, quasi als „...lust’ge Brüder, die frohen Mut haben, lustige Lieder singen und den Madels gut sind“ entspricht, außer dass man „Soldaten“ oder „Musketiere“ durch „Kirmesbursch“ bzw. „Kerbebursch“ ersetzt hat, widmet sich die zweite Strophe dem Biertrinken, angelehnt an die dritte Strophe der Urfassung, wo man das Weintrinken als Zeitvertreib sah (original: Mut im Herzen, Geld im Beutel, und ein Gläschen Wein, sas soll uns die Zeit vertreiben, lust’ge Musketier zu sein). Die dritte Strophe beschreibt die Situation, wenn das Kirmesfest vorbei ist, angelehnt an die vierte Strophe der Urfassung (Haben wir zwei Jahr gedienet, ist die Dienstzeit aus, dann schickt uns der König wieder ohne Geld nach Haus).

## Liedtext
1. Strophe:

Kirmesbursch sein lustge Brüder, haben frohen Mut,

singen lauter lustge, lustge Lieder, sind den Madels gut.

Singen lauter lustge, lustge Lieder, sind den Madels gut.

Refrain:
Ja, ja, ja, jaa, jaa, jaa, ja, ja, wenn’s losgeht sind wir da!
Jaa, jaa, jaa, ja, ja, wenn’s losgeht sind wir da!
2. Strophe:

Kirmesbursch, die können saufen, saufen eimerweis’ das Bier,

können nicht nach Hause laufen, bleiben lieber hier,

können nicht nach Hause laufen, bleiben lieber hier.

Refrain:
Ja, ja, ja, jaa, jaa, jaa, ja, ja, wenn’s losgeht sind wir da!
Jaa, jaa, jaa, ja, ja, wenn’s losgeht sind wir da!
3. Strophe:

Haben wir drei Tag’ gesoffen, und die Kirmes ist dann aus,

dann schickt uns der Kirmesbürgermeister ohne Geld nach Haus’,

dann schickt uns der Kirmesbürgermeister ohne Geld nach Haus’.

Refrain:
Ja, ja, ja, jaa, jaa, jaa, ja, ja, wenn’s losgeht sind wir da!
Jaa, jaa, jaa, ja, ja, wenn’s losgeht sind wir da!

## Rezeption
Es sind einige Notenfassungen unter dem Werknamen Musketier sind lust’ge Brüder herausgegeben worden. Eine Version ist im bekannten Liederbuch Zupfgeigenhansl von Hans Breuer enthalten, das im Jahr 1909 herausgegeben wurde. Ein weiterer Notensatz erschien 1913 von Theodor Salzmann (1854–1928) für Singstimme, Klavier und Gitarre.